# Taigetos
De Taigetos (Grieks: Ταΰγετον, tijdens de Byzantijnse tijd en tot in de 19e eeuw Πενταδάκτυλος, Pentedaktylos geheten) is de ruige, bijna 120 km lange bergrug in de Griekse Peloponnesos, die Laconië en Messenië scheidt en zich uitstrekt van Megalopolis tot Kaap Tainaron. De hoogste top (ruim 2400 m) bevindt zich op vijftien kilometer ten zuidwesten van Sparta. De hoogte van de steile wanden nabij Mystras bedraagt 2100 m. In die omgeving ligt de bergpas die de enige goede verbinding tussen de twee gewesten vormt (afgezien van een zuidelijke kustweg tussen Githion en Areopoli). In de Oudheid waren andere overgangen in gebruik. De Taigetos is relatief kaal, maar was in de Oudheid bosrijk en herbergde wilde dieren. In die tijd werden er loodmijnen en marmergroeven geëxploiteerd. In de Oudheid werden Spartaanse baby's met lichamelijke gebreken op deze berg achtergelaten.